# Fontaine-au-Bois
Fontaine-au-Bois é uma comuna francesa na região administrativa de Altos da França, no departamento do Norte. Estende-se por uma área de 7.68 km². Em 2010 a comuna tinha 680 habitantes (densidade: 88,5 hab./km²).